# USS Pueblo (AGER-2)
USS Pueblo (AGER-2) – amerykański okręt rozpoznawczy typu Banner. Był trzecim okrętem w historii US Navy noszącym nazwę miasta w stanie Kolorado. Znany z tego, że w styczniu 1968 roku został zdobyty przez marynarkę północnokoreańską wraz z załogą. Okrętu nie zwrócono, przekształcając go w okręt muzeum. Formalnie ciągle pozostaje w służbie US Navy.

## Historia
Okręt zwodowano 16 kwietnia 1944 roku w stoczni Kewaunee Shipbuilding and Engineering jako drugą jednostkę typu Camano, małych jednostek transportowo–zaopatrzeniowych. Jednostka o sygnaturze FS-344 należała do US Army, a jej załogę stanowili marynarze US Coast Guard. Okręt wykorzystywano do szkolenia pracowników cywilnych US Army. Okręt wycofano ze służby w 1954 roku. 12 kwietnia 1966 roku FS-344 został przeniesiony do US Navy, gdzie otrzymał nazwę USS „Pueblo”. Następnie z lekkiej jednostki transportowej przebudowano go na okręt rozpoznania radioelektronicznego.

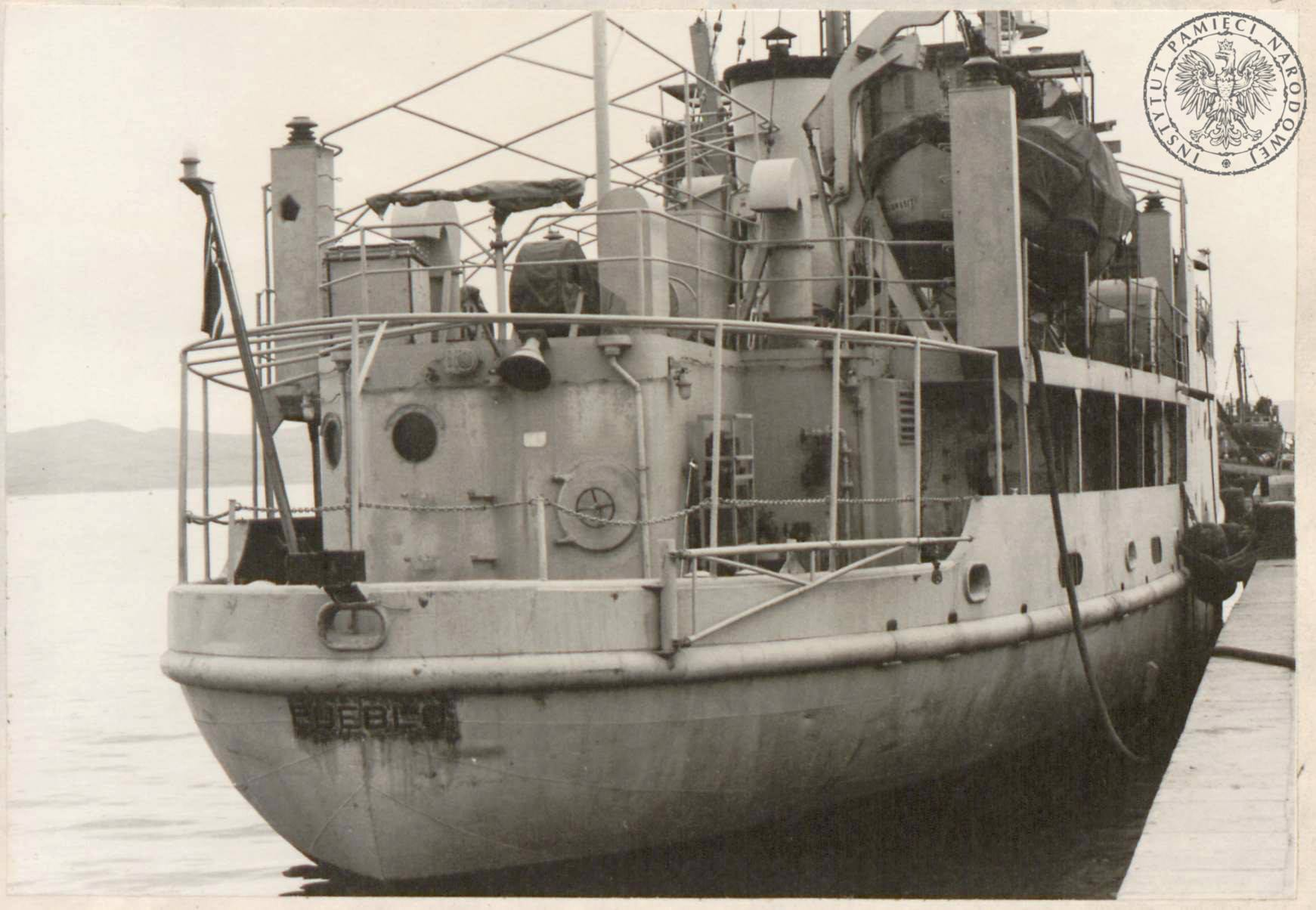
USS Pueblo w koreańskim porcie

23 stycznia 1968 roku podczas wykonywania misji wywiadowczej u wybrzeży Korei Północnej, USS „Pueblo” został przechwycony przez sześć okrętów północnokoreańskich; cztery kutry torpedowe i dwa ścigacze okrętów podwodnych. Okręt znajdował się wówczas, według jego dowódcy, na wodach międzynarodowych, 15 mil morskich od wybrzeży Korei. Przez dwie godziny „Pueblo” próbował oddalić się, a także tak manewrować, aby nie dopuścić do abordażu. Jednocześnie załoga drogą radiową wezwała pomocy od US Navy i rozpoczęła niszczenie tajnych dokumentów i urządzeń. Najbliżej miejsca zdarzenia był lotniskowiec USS „Enterprise”, jednak przezbrojenie dyżurujących na jego pokładzie samolotów miało zająć półtorej godziny, po którym to czasie na ratunek dla atakowanego „Pueblo” było już za późno. Po krótkim pościgu i ostrzelaniu amerykańskiej jednostki, przejęto nad nią kontrolę i skierowano do portu Wŏnsan. Podczas akcji zginął jeden amerykański marynarz Duane Hodges i trzech zostało rannych, łącznie z dowódcą. Duża ilość tajnych materiałów i wyposażenia rozpoznawczego nie została zniszczona i wpadła w ręce koreańskie.
Jako warunek zwolnienia załogi, uznanej za jeńców wojennych, USA zgodziły się wystosować 22 grudnia 1968 roku notę z przeprosinami i przyznaniem, że okręt znajdował się na wodach KRL-D. Po tym 82 członków załogi zostało zwolnionych do Korei Południowej i wróciło do USA.
Okręt został następnie przekształcony w muzeum „imperialistycznej perfidii” w Wŏnsan, a w 1999 lub 2000 roku został przeprowadzony do Nampo.